# Hymenophyllum nanostellatum
Hymenophyllum nanostellatum là một loài thực vật có mạch trong họ Hymenophyllaceae. Loài này được Lellinger miêu tả khoa học đầu tiên năm 1984.